# Domenica (Achille Lauro)
Domenica è un singolo del cantante e rapper italiano Achille Lauro, pubblicato il 2 febbraio 2022 dall'etichetta discografica Warner Music Italy.
Il brano è stato eseguito in gara al Festival di Sanremo 2022 durante la prima serata della kermesse musicale, accompagnato dall'Harlem Gospel Choir. In radio è salito alla settima posizione dopo il festival, pur essendosi classificato solo 14º in finale.

## Descrizione
Il brano, scritto dallo stesso Lauro De Marinis con Gregorio Calculli, Göw Trïbe, Banf, Simon P e Tropico, è stato descritto dallo stesso cantante:

## Accoglienza
Francesco Chignola di TV Sorrisi e Canzoni riscontra che il brano sia «ritmato», in linea con la direzione artistica del cantante, «mescolando quindi pop e rock, con un testo ricco di metafore ironiche e suggestive». Anche Andrea Laffranchi de il Corriere della Sera ha definito il brano come una versione «fischiettante» del precedente singolo presentato a Sanremo Rolls Royce.
Francesco Prisco, scrivendo per Il Sole 24 Ore, non trova originale il singolo del cantante, constatando che se «prendi Rolls Royce, togli il distorsore alla chitarra e otterrai Domenica», terminando la recensione affermando:« quando in una canzone c’è di mezzo il concetto di domenica, il senso di solito è quello di trasmettere ottimismo a chi ascolta. Lauro De Marinis lo fa a suo modo, citando montagne russe, romanzi rosa e film porno».

## Controversie
Nel corso dell'edizione 2022 del Festival di Sanremo il cantante, durante la prima esibizione del brano, ha mimato il sacramento cristiano del battesimo versandosi dell'acqua sulla fronte, come omaggio al compleanno della madre, che professa la religione cattolica. Il gesto del cantante ha scaturito numerose polemiche, soprattutto da parte di esponenti del clero cristiano, tra cui il direttore del Festival della Canzone Cristiana Fabrizio Venturi, il Vescovo di Ventimiglia-San Remo Antonio Suetta, il direttore di Famiglia Cristiana don Antonio Rizzolo, chiedendo come Rai 1 abbia permesso atteggiamenti profani nei confronti dei sacramenti del cattolicesimo.
Andrea Monda, direttore del quotidiano ufficiale della Santa Sede, L'Osservatore Romano, replica scrivendo «volendo essere a tutti i costi trasgressivo, il cantante si è rifatto all’immaginario cattolico. Niente di nuovo. Non c’è stato nella storia un messaggio più trasgressivo di quello del Vangelo». Monda ricorda il Padre Nostro recitato in ginocchio a Wembley da «un grande artista rock» come David Bowie, affermando che oramai non vi siano più veri trasgressori. Hanno inoltre protestato l’associazione di telespettatori cattolici Aiart, l’Osservatorio dei Diritti dei Minori.

## Video musicale
Il video, diretto dallo stesso Lauro e girato a Milano, è stato pubblicato il 6 febbraio 2022 sul canale YouTube del cantante.

## Tracce
Testi di Lauro De Marinis, Davide Petrella, Simon Pietro Manzari, Gregorio Calculli, Matteo Ciceroni e Mattia Cutolo, musiche di Mattia Cutolo, Gregorio Calculli, Simon Pietro Manzari e Matteo Ciceroni.
1. Domenica – 3:10

## Classifiche

### Classifiche settimanali
| Classifica (2022) | Posizione massima |
| ----------------- | ----------------- |
| Italia            | 10                |

### Classifiche di fine anno
| Classifica (2022) | Posizione |
| ----------------- | --------- |
| Italia            | 98        |